# 일본의 정치
일본의 정치는 일본국 헌법에서 정한 내용에 의해 이루어진다. 일당우위제 국가이며 사법과 행정에 대해서는 헌법과 국회가 정하는 법률 등의 명문화 된 법령에 의하여 행해진다. 따라서 일본은 법치주의에 기반을 둔 국가라고도 할 수 있다.
일본국 헌법의 전문에서는 “주권이 국민에게 있음을 선언”하고 있으므로, 국민 주권의 원칙을 기본 이념으로 명시하고 있다. 따라서 일본은 주권이 국민에게 있는 국민 주권을 원리로 하는 일당우위제 의회민주주의 국가이다. 일본국 헌법에서 주로 사용되는 3대 원리는 국민 주권의 원칙, 기본적 인권의 존중, 평화주의이다. 일본의 정치는 이 세 가지 원리와 그 근본에 위치한 개인의 존중(인간의 존엄성)을 기조로 하여 행해진다.
일본국 헌법은 국가 원수에 관한 규정을 마련하지 않았다. 천황이 원수인가에 대해서는 찬반 양론이 있다.“천황은 일본국의 상징이며 일본 국민의 통합의 상징”(헌법 제1조)이라고 규정되어 있으며, 국정에 관여하는 권능은 없다(헌법 제4조 제1항). (자세한 내용은 일본의 천황을 참조)
일본은 또한 정치상의 권력을 입법·사법·행정의 삼권으로 나누어, 각각 국회와 내각, 재판소에 부여한 삼권 분립의 체제를 가진다. 일본은 “국회는 국권의 최고 기관으로, 국가의 유일한 입법 기관”(헌법 제41조)이라고 규정한 헌법에 따라, 의회 제도를 택하고 있으며, 국회와 내각을 통해 국정이 운영되는 의원 내각제 국가이다. 일본 국회는 중의원과 참의원의 양원제이다. 중의원과 참의원은 어느 쪽이나 전 국민을 대표하는, 선거에 의해 뽑힌 국회의원(각각 중의원 의원, 참의원 의원)으로 조직되어 있다. 단, 법률이나 예산, 조약의 의결, 내각총리대신의 지명, 내각불신임 결의 등에서 중의원은 참의원보다 강한 권한이 주어져 있다. 이는 몇 가지 안건에서 중의원의 의결이 참의원보다 우선함을 의미하나, 서열상으로 중의원이 참의원보다 높다는 뜻은 아니다. 한편 중의원은 해산이 있으며, 임기 또한 참의원보다 짧다. (중의원은 4년, 참의원은 6년) 국회는 1955년 이후, 1993년부터 1996년까지의 기간을 제외하고 자유민주당이 계속해서 여당의 자리에 있다.
행정권은 내각·지방 공공 단체·행정 기관이 담당한다. 내각이 의회에 대해서 책임을 지고, 의회의 신임을 내각 존립의 조건으로 한다는 의원내각제를 채용한다. 사법권은 재판소가 행사한다.
또한 일본국 헌법에서는 지방자치를 규정하고 있다. 일본은 전국이 47개의 도도부현으로 나뉘어 있으며, 각 도도부현은 시정촌으로 나뉘어 있다. 따라서 각 도도부현과 시정촌, 두 단계의 지방자치단체가 지방의 행정을 담당한다. 모든 도도부현과 시정촌에는 의사기관인 의회와 집행기관인 수장(도·도·부·현 지사와 시·정·촌 장)이 있다. 지방자치단체는 법률의 범위 내에서 각각의 조례를 지정할 수 있다.
일본 정부는 외교의 기본 축으로, 유엔을 중심으로 하여 각국과 다양한 외교와 원조, 무역을 행하고 있다. 전통적으로 지리적으로 가까운 동아시아 각국과 깊은 관계를 유지 해왔다. 또한 맹방인 미국을 가장 중요시하고 있다.(일본과 미국 간의 상호 협력 및 안전 보장 조약 참조) 동남 아시아와 호주, 서유럽 각국과의 관계도 깊다.

## 정치사
1945년 일본이 항복하고 태평양전쟁이 종결된 후의 이른바 전후사(戰後史)는 일본의 재건과 발전에 결정적인 영향력을 지닌 미국의 대일정책과 깊은 연관성을 갖고 있다. 1945년 미국의 점령군정이 실시되어 군국주의(軍國主義) 일본의 해체와 전범 처리가 진행되고, 1947년 5월 주권재민(主權在民), 전쟁의 포기, 기본권 존중을 골자로 한 일본국 헌법이 발효되었다. 1947~ 1948년 사회당이 일시적으로 집권하여, 군국 일본 당시에 불법화되었던 공산당이 합법화되고 사회당 혁신 정부가 출범하였다. 1951년 9월 샌프란시스코에서 미국 및 비공산권 49개국과 강화조약을 체결함으로써 군정의 종료와 동시에 일본은 주권을 회복하였다.
미군정기 → 주권회복 → 재무장 → 경제 부흥의 단계를 거친 일본의 정치는 전후(戰後) 10년간은 군소정당의 난립이 계속되었다. 1955년에 일본사회당의 좌·우파가 통일하고, 일본민주당과 자유당이 통합해(보수합동) 자유민주당이 성립하면서 일명 55년 체제가 확립되었다. 1956년 12월 유엔에 가입한 후 보수파가 세력을 정비, 좌파를 축출하고 집권하기 시작하였다. 55년 체제에서는 자유민주당이 항상 여당이 되었고, 국회에서는 자민당의 총재가 내각총리대신으로 지명되었다. 이후 자유민주당의 일부 의원이 탈당해 만든 신자유클럽과 연립 정권을 구성한 1983년부터 1986년까지를 제외하고는, 오랜 기간 동안 자유민주당의 단독 내각이 지속되었다. 1980년대에 들어와 자민당의 장기집권과 정당색에 염증을 느낀 국민의 지지 감소로 좌파인 사회당의 의석이 크게 신장되기는 했으나 정권 교체의 단계까지는 이르지 못했다.
1993년에 자유민주당이 분열하면서, 미야자와 내각의 불신임 결의안이 중의원에서 가결되면서 중의원이 해산되었다. 이때 자유민주당의 일부 의원이 탈당하여 신당을 구성하면서, 이후의 선거에서 자유민주당의 의석은 크게 감소했다. 자유민주당은 1993년 7월 총선거에서 참패, 일당 독주체제를 마감한다. 선거 이후 소집된 국회에서는 일본신당의 호소카와 모리히로를 총리로 지명하면서, 일본사회당·신생당·공명당·일본신당·민사당·신당 사키가케·사회시민연합이 연립(비 자민 연립)하여 호소카와 내각을 구성하였다. 호소카와 내각은 8개월만에 좌초하고 이어 지명된 하타 쓰토무도 2개월만에 물러났다. 비자민연립은 이후 하타 내각에서도 유지되었지만, 소수여당의 내각이 되었다.
1994년에 하다 내각이 총사직하면서, 국회는 일본사회당의 무라야마 도미이치를 내각총리대신으로 지명했다. 이를 통해 자유민주당·일본사회당·신당 사키가케의 연립내각(자·사·사 연립 정권)이 구성되었다. 이 연립은 이후의 제1차 하시모토 내각에서도 유지되었다. 이어 1996년 하시모토 자민당 총재가 총리에 임명, 1998년까지 집권하였다.
일본도 경제적 위기에 봉착한 1999년 1월에 오부치 내각은 자유민주당과 자유당의 연립내각을 출범시켰고, 10월에는 공명당도 합류했다. 2000년에는 자유당이 분열하고, 탈당한 일부 의원은 보수당(후에 보수신당)을 결성해 제1차 모리 내각에 잔류했다. 이 연립은 이후의 고이즈미 내각(2001년 4월)에서도 유지되었지만, 2003년 11월의 총선거 이후 보수신당이 자민당에 흡수되면서, 자민당과 공명당의 연립정권이 되었다. 자민당·공명당의 연립 정권은 스가 요시히데 내각에서도 유지되고 있다.

## 정치 체제
일본은 제2차 세계 대전에서 패하기 전까지는, 정치 체제와 국체와 일체가 된 천황이 다스리는 ‘신권 국가’(국체 명징 성명에서)로 불린 입헌군주제 국가였다. 이처럼 군주가 통치의 주체로 존재할 때는, 통치되는 객체는 신민이 된다. 이는 일본제국 헌법에서 통치하는 천황과 대응되는 객체로 통치되는 신민을 대치시키고 있다는 것에서도 드러난다.
지금의 일본은
1. 현재의 헌법에서는 천황은 국정에 관여하는 권능이 없는 상징으로 규정되어 있으며,
2. 현재의 헌법에서는 군주에 대한 규정이 없으므로, ‘입헌’ 군주는 존재하지 않는다.
3. 통치권 또한 국민에게만 존재하며, 호칭 또한 신민이 아니다.
4. 마지막으로 일본어에서 ‘민주(民主)’는 다이쇼 시대에 ‘군주(君主)’와 대응하는 개념으로 만들어진 것으로, 일본에서는 천황 기관설을 배격하면서 군주와 민주는 병존하지 않는다고 인식되어 왔다.

일본이 입헌군주제인지 공화제인지에 대해서는 견해가 다르다.
일반 대중이 선거를 통해 대통령 등의 수반을 선출하지 않으며, 세습 군주인 천황이 존재하며, 근대적인 의미의 헌법을 가지고 전제군주제 국가가 아니므로 입헌군주제라고 보는 입장이 있다. 공화제라고 보는 입장에서는 주로 군주에 해당하는 천황이 국정에 대한 권능이 없다는 것을 지적한다. 실제로 정치상의 권력을 행사하는 것은 사법부를 제외하고는 대부분 일반 대중에 의해 선출된 자를 중심으로 구성되며, 공화제에 준한 체제를 가진다. 또한 법률에 의해 내각총리대신 또한 국민들이 선출하게 되면, 대통령이 존재하는 공화제 국가와 거의 일치한다. 따라서 일본은 공화제를 채택한 국가라고 보는 것이다.
다만 일본은 입헌군주제를 채택한 입헌군주국이라는 주장이 우세하다. 또한 ‘일본은 입헌군주제 국가’라는 1973년 6월 28일 참의원에서의 내각법제국 장관의 답변이 있으므로, 일본 정부의 공식적인 견해도 입헌군주제 국가라고 보는 것이 타당할 것이다.

## 국가원수
일본의 국가원수에 대해서도 여러 가지 견해가 있다. 국가원수로는 천황이나 내각총리대신, 그 외의 기관 등이 거론된다.
천황을 국가원수로 보는 견해는 일본국 헌법의 규정에 근거한다. 우선 천황은 “천황은 일본국의 상징이며, 일본 국민의 통합의 상징”(헌법 제1조)이라고 규정되어 있으며, 각각 국회와 내각의 지명에 근거하여 행정부(내각)의 수장인 내각총리대신과 사법권을 행사하는 최고재판소장관을 임명한다(제6조). 또한 “국권의 최고 기관이며, 국가의 유일한 입법기관”인 국회를 소집(제7조 2호)·해산(제7조 3호)하는 등, 국정의 중요한 행위를 ‘국사행위’로 수행한다고 규정되어 있다(제7조, 다만 국사행위에는 내각의 조언과 승인에 의함). 또한 “전권위임장 및 대사, 공사의 신임장을 인증”(제7조 5호)하고, “비준서 및 법률이 정하는 기타 외교 문서를 인증”(제7조 8호)하며, “외국의 대사 및 공사를 접수”(제7조 9호)하는 등, 일반적으로 국가원수가 수행하는 외교상의 주요 행위를 천황이 실시한다고 정하는 등, 대내외적으로 천황을 국가원수라고 본다.
내각총리대신을 국가 원수로 보는 견해(우카이 노부시게, 고바야시 다카스케, 마쓰이 시게노리)는 국제적인 회의 등에서 내각총리대신이 일본을 대표하는 지위에 있는 것을 근거로 한다. 또한 행정권을 가진 내각이 국가원수(미야자와 도시요시)라거나, 국권의 최고 기관으로 규정된 국회가 국가원수라는 등, 특정 조직이나 기관을 국가원수로 보는 견해도 있다. 이 외에 원수가 없다는 설(기요미야 시로, 와다 히데오)도 있다.
일본국 정부의 공식 견해로는, ‘천황은 국가원수’라고 한 1990년 5월 14일의 참의원에서의 내각법제국 장관의 답변이 있었다. 또한 천황을 ‘나라의 상징이며, 또 일정 부분의 외교 관계에서 국가를 대표하는 지위’에 있는, 한정된 의미의 국가원수로 표현했다. 천황 플래카드 사건에서 도쿄 지방재판소는 ‘국가원수인 천황’이라고 표현하여 천황을 국가원수로 표현했다.

## 정치
일본국 헌법에서는 국회를 “국권의 최고 기관으로, 국가의 유일한 입법 기관”으로 규정하고 있으므로, 표면상의 정치적 권력은 국회가 가장 크다. 하지만 헌법에서는 내각에도 법안 제출권을 부여하였으며, 실제로 국회에서 가결되는 법안의 대부분은 내각이 제출한 법안인 것 등으로 보면 실질적으로는 내각의 권한이 가장 크다고도 할 수 있는 행정국가화가 현저하게 드러난다. 또한 내각이 제출한 법안은 실제로는 내각 하의 행정 조직에서 만들어지므로, 행정조직의 간부급 공무원, 이른바 관료가 실권을 가진 관료국가화가 두드러진다.
재판소는 법률을 비롯한 나라의 법령과 행정행위에 대하여, 그것이 헌법과 합치하지 않는다고 선언할 수 있다. 이러한 심사권은 국가 행위의 적부에 대해 최종적으로 판단하는 권한이며, 가장 강력한 권한이다. 이러한 체제를 사법국가라고도 한다. 하지만 재판소는 국회나 내각의, 이른바 정치적인 통치행위에 대해서 이의를 제기하는 경우는 많지 않다.

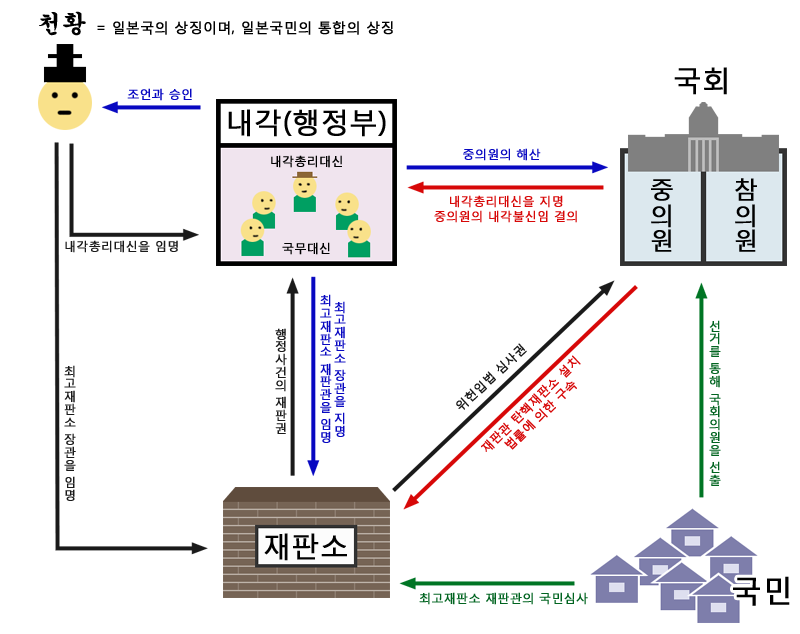
일본의 통치 기구

### 정치 제도 (국가)
- 입법부
  - 국회
    - 중의원
    - 참의원
- 행정부
  - 내각
    - 내각총리대신
      - 역대 내각총리대신

  - 행정기관
- 사법부
  - 최고재판소

### 입법
일본국 헌법에서는 일본 국회를 “국권의 최고 기관으로, 국가의 유일한 입법 기관”으로 규정하고 있다. 국회는 하원에 해당하는 중의원과 상원에 해당하는 참의원 (일본)으로 구성되어 있다. 모두 국민에 의해 직접 선거로 선출되어, 국민을 대표하는 국회의원으로 구성된다. 중의원의 의원과 참의원의 의원은 겸직할 수 없다.

#### 국회의원
중의원 의원의 임기는 4년이지만, 중의원이 해산되었을 때에는 임기가 만료되기 전에 자격을 상실한다. 중의원의 해산은 내각 (일본)이 결정하며, 천황이 실시한다. 참의원 (일본) 의원의 임기는 6년이며, 3년마다 의원의 절반을 선출한다. 중의원 의원의 선거는 일반적으로 총선거라고 지칭하며, 참의원 의원의 선거는 통상선거라고 지칭한다.
중의원의 총선거는 소선거구제와 정당명부식 비례대표제가 함께 사용되며, 참의원의 통상선거는 중·대선거구제와 자유명부식 비례대표제가 함께 사용된다. 중의원 의원정수는 475명(소선거구 295명, 비례구 180명)이며, 참의원 의원정수는 242명(선거구 146명, 비례구 96명)이다.

#### 국회의 회기
국회는 매년 1회 모여, 통상국회(상회)를 개최한다. 또 내각의 요구나 일정수 이상의 국회의원의 요구에 의하여, 내각이 임시로 국회의 소집을 결정할 수도 있다. 이를 임시국회(임시회)라고 한다. 보통 1월에 통상국회가 소집되며, 9월에 임시국회가 소집된다. 총선거 후에는 특별국회(특별회)가 소집되어 총리를 지명한다.
국회는 회기가 있어 회기불계속의 원칙과 일사부재의의 원칙이 정해져 있다. 회기불계속의 원칙은 회기독립의 원칙이라고도 하는데, 다음 회기에 계속 심의하자는 의결이 없는 한은 회기 중에 의결되지 않은 의안은 폐기되는 원칙이다. 일사부재의의 원칙은 한변 의결된 의안은 같은 회기중에는 또 제출할 수 없는 원칙이다.
통상국회의 회기는 150일간이며, 1회 연장할 수 있다. 임시국회와 특별국회는 내각이 필요에 따라 정하며, 2회까지 연장할 수 있다.

#### 입법 과정

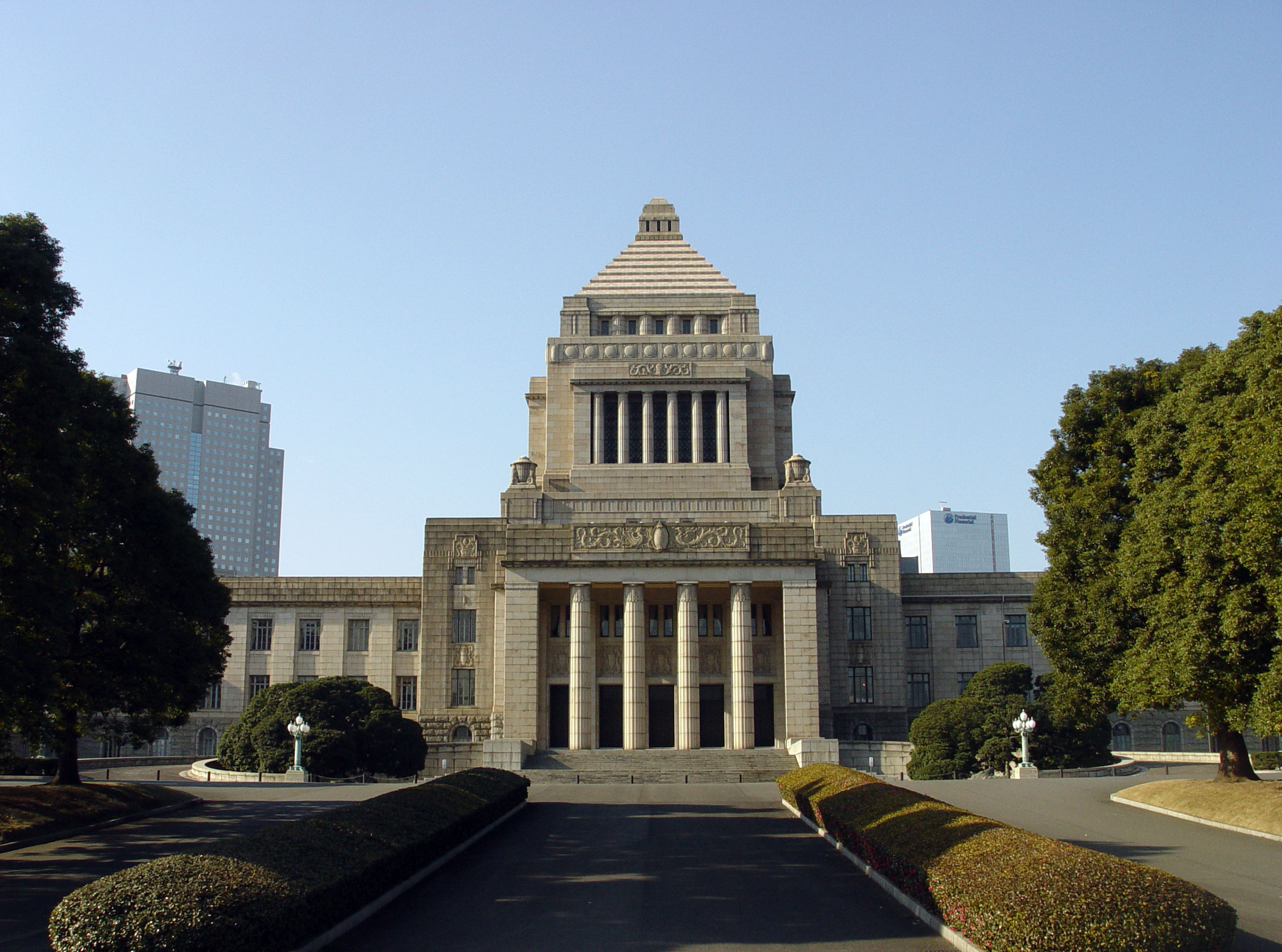
일본 국회의사당의 전경

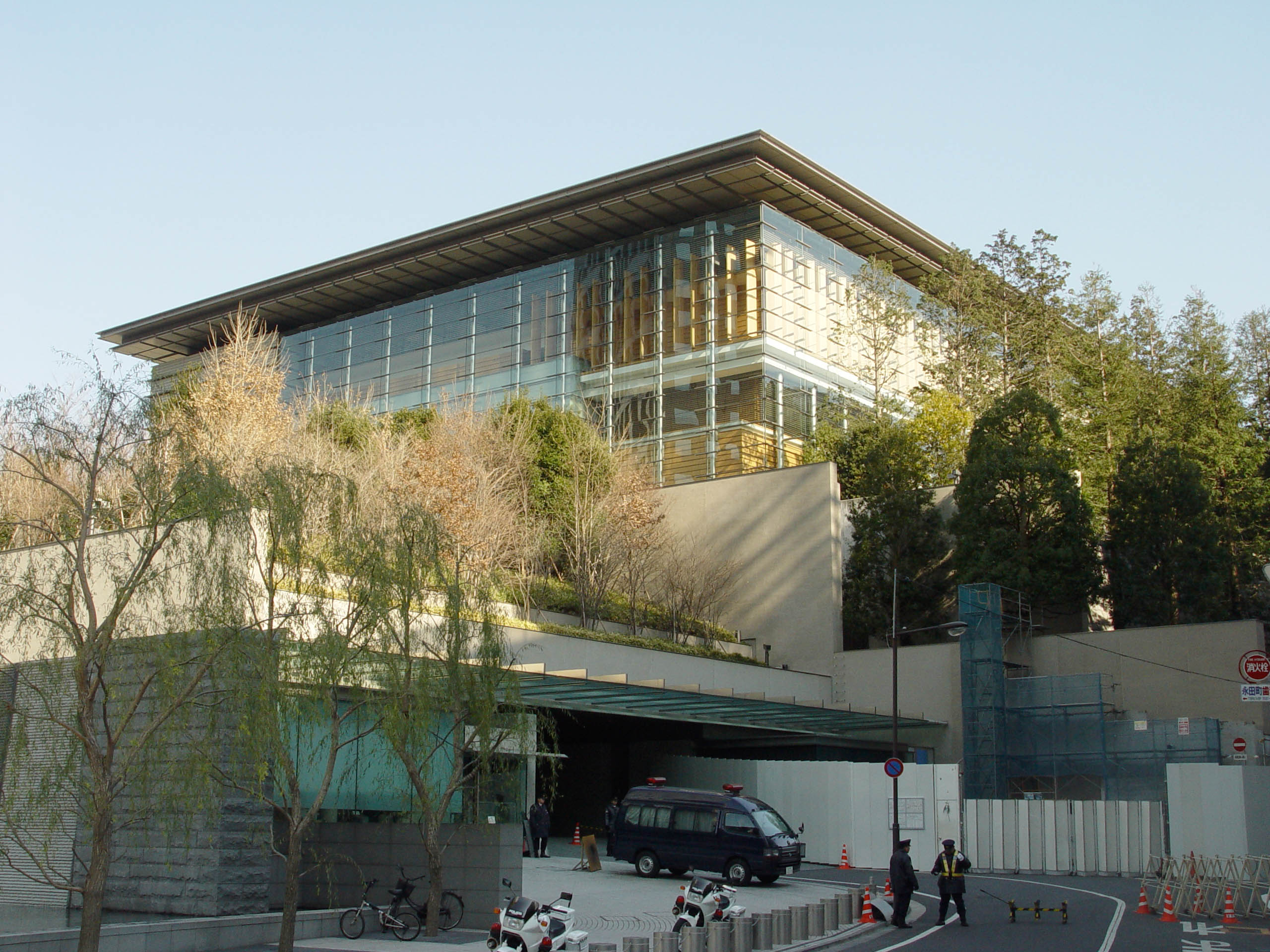
수상 관저의 전경

법률안(법안)은 각각의 국회의원이 제출하거나, 내각이 제출한다. 국회의원이 제출한 법안을 의원 입법 또는 중법(중의원 의원이 제출한 법안)·참법(참의원 의원이 제출한 법안)이라고 부르며, 내각이 제출한 법안을 내각제출법안(정부제출법안) 또는 각법이라고 부른다. 현재 한 회기에서 30퍼센트 정도가 의원 입법이며, 나머지 70퍼센트는 내각제출법안이다. 제출한 법안이 가결되어 성립하는 비율은, 의원 입법이 20퍼센트 정도인 반면에 내각제출법안은 80퍼센트 이상이다. 이것은 국회에서 내각총리대신을 선출하며, 그 내각총리대신이 내각을 구성하는 의원 내각제를 채택한 결과이다. 내각총리대신을 배출한 여당과 내각은 협조하여, 내각이 제출한 법안의 성립을 위해 노력한다.
- 내각제출법안의 성립 과정

1. 내각제출법안은 소관 성청이 제1차안을 작성하며, 이를 관계 성청과 여당이 의견을 조정하며 심의회에 자문하거나, 공청회를 열어 의견을 청취하는 등의 수정을 거친다.
2. 법률안을 제출하기로 결정하면 소관 관청은 법령에 어울리는 문안(文案)으로 법문화(法文化)를 실시해, 법률안의 원안을 작성한다.
3. 소관 관청에 의해 작성된 원안은 내각법제국의 예비심사를 거친다. 내각법제국에서는 헌법이나 타 법령과 위배되는 부분이 없는지, 용어나 문구가 적절한지 등에 대해 살핀다.
4. 예비심사가 끝난 법안은 국회에 제출하기 위한 절차인 내각회의의 청의(請議)를 위하여, 주임 국무대신이 내각총리대신에게 관련 수속을 요청한다. 내각관방은 접수한 청의안을 내각법제국으로 송부한다. 내각법제국에서는 필요에 따라 수정하는 등의 최종 심사를 거쳐 법안을 다시 내각관방으로 회부한다.
5. 내각회의에서 청의된 청의안은 내각법제국 장관이 내각회의에 그 개요를 설명한다. 내각회의에서 이의가 없다고 결정되면 법률안이 된다. 이 법률안은 내각총리대신이 국회(중·참의원)에 제출한다.

- 의원 입법의 성립과정

1. 의원은 비서관이나 의원법제국, 국립국회도서관의 직원, 관계 성청이나 지방자치단체의 공무원, 그 외의 사람이나 민간기업, 단체 등과 협의하여 법률안을 만든다. 특히 의원법제국은 전문적인 입법의 절차나, 헌법과 타 법령과의 합치 여부 조사, 법률안의 요강 작성, 법률안의 조문화 등을 실시하여 법률안을 심사하고 법제국장의 결재를 실시한다.
2. 의원법제국의 심사를 거친 법률안은 심사를 의뢰한 의원에게 다시 전달되어 소속 정당의 법안 심사 수속을 거치게 된다.
3. 의원이 의안을 발의하기 위해서는 중의원에서는 20명 이상의 의원, 참의원에서는 10명 이상의 의원의 찬성을 요한다. 다만 예산이 필요한 법률안에 대해서는 중의원에서는 50명 이상의 의원, 참의원에서는 20명 이상의 의원의 찬성을 요한다.
4. 의원법제국의 심사를 거치고, 정해진 찬성자의 숫자를 채운 법률안은 의장에게 제출된다.

- 국회에 제출된 법률안의 성립 과정

1. 제출된 법률안은 양원 중 먼저 제출된 원(院)의 의장에 의하여, 적당한 위원회에 회부된다.
2. 법률안이 회부된 위원회에서는, 먼저 주임 국무대신이 법률안을 제안한 이유 등을 설명하고 심사를 시작한다. 심사는 의원이 국무대신·부대신·대신정무관 등의 공무원 등에게 법률안에 대해 질의·응답하는 형식으로 진행된다. 위원회의 질의·토론이 끝났을때는 위원장이 종료를 선언하고, 표결에 들어간다.
3. 위원회에서 법률안의 심사가 끝난 뒤에는, 법률안이 본회의에서 심의된다. 본회의에서는 법률안이 회부된 위원회의 위원장이 심사에 대해 보고한다. 필요에 따라 법률안에 대한 찬·반에 대해 연설하는 식으로 토론한다. 토론이 끝난 뒤에는 의장이 위원회 표결의 결과를 보고하고, 본회의 표결에 들어간다.
4. 본회의에서 가결된 법률안은 의장이 법률안을 심의하지 않은 다른 원(院)으로 송부한다. 법률안을 송부받은 원(院)도 위원회의 심사, 본회의의 심의 등을 거쳐 표결한다.
5. 법률안은 헌법으로 특별한 규정이 있는 경우를 제외하고, 중의원과 참의원의 양원이 가결했을 때에 법률이 된다.
6. 법률이 성립하였을 때에는, 나중에 법률을 심의한 원(院)의 의장이 내각을 경유해 일본 천황에게 주달한다.
7. 법률은 주달된 날로부터 30일 이내에 공포되지 않으면 안 된다. 법률은 주임 국무대신이 서명하고, 내각총리대신이 연서한다. 법률은 관보에 게재하는 것으로 공포된다.
8. 공포된 법률은 부칙이 정하는 날에 시행된다. 시행일은 ‘공포한 날로부터 ○년을 경과하지 아니한 범위내에서 정령으로 정하는 날’과 같이 규정할 수도 있다.

#### 정당
일본국 헌법에는 정당에 대한 규정은 없다. 〈정치자금규정법〉과 〈정당조성법〉에서는, “정치단체 가운데 국회의원을 5명 이상 가지는 경우나, 가장 최근의 총선거·통상선거에서 총 득표수가 총 유효투표의 100분의 2이상 획득한 경우”를 ‘정당’이라고 정의하고 있다.
이러한 ‘정당’은 신고·수지 보고 의무를 정해 정치 자금의 투명화를 실시하고, 정당교부금에 의해 조성하고 있다.

#### 현재의 주요 정당
2020년 11월 5일 기준으로, 국회에는 다음 정당이 의석을 가지고 있다. (괄호 왼쪽은 중의원 의석 수, 오른쪽은 참의원 의석 수) (정당 요건을 충족하는 정당만 작성되어 있다.)
- 주요 정당
- 여당
  - 자유민주당 (283석/112석)
  - 공명당 (29석/28석)
- 야당
  - 입헌민주당 (108석/43석)
  - 일본유신회 (10석/16석)
  - 일본공산당 (12석/13석)
  - 국민민주당 (7석/9석)
  - 사회민주당 (2석/2석)
  - 변호사법 72조 위반으로 NHK와 재판하고 있는 당 (1석/1석)
  - 레이와 신센구미 (0석/2석)

여당은 자유민주당과 공명당으로, 자유민주당의 총재인 스가 요시히데가 내각총리대신으로 지명되어 공명당과 연립 내각을 구성하고 있다. (2020년~)

### 행정

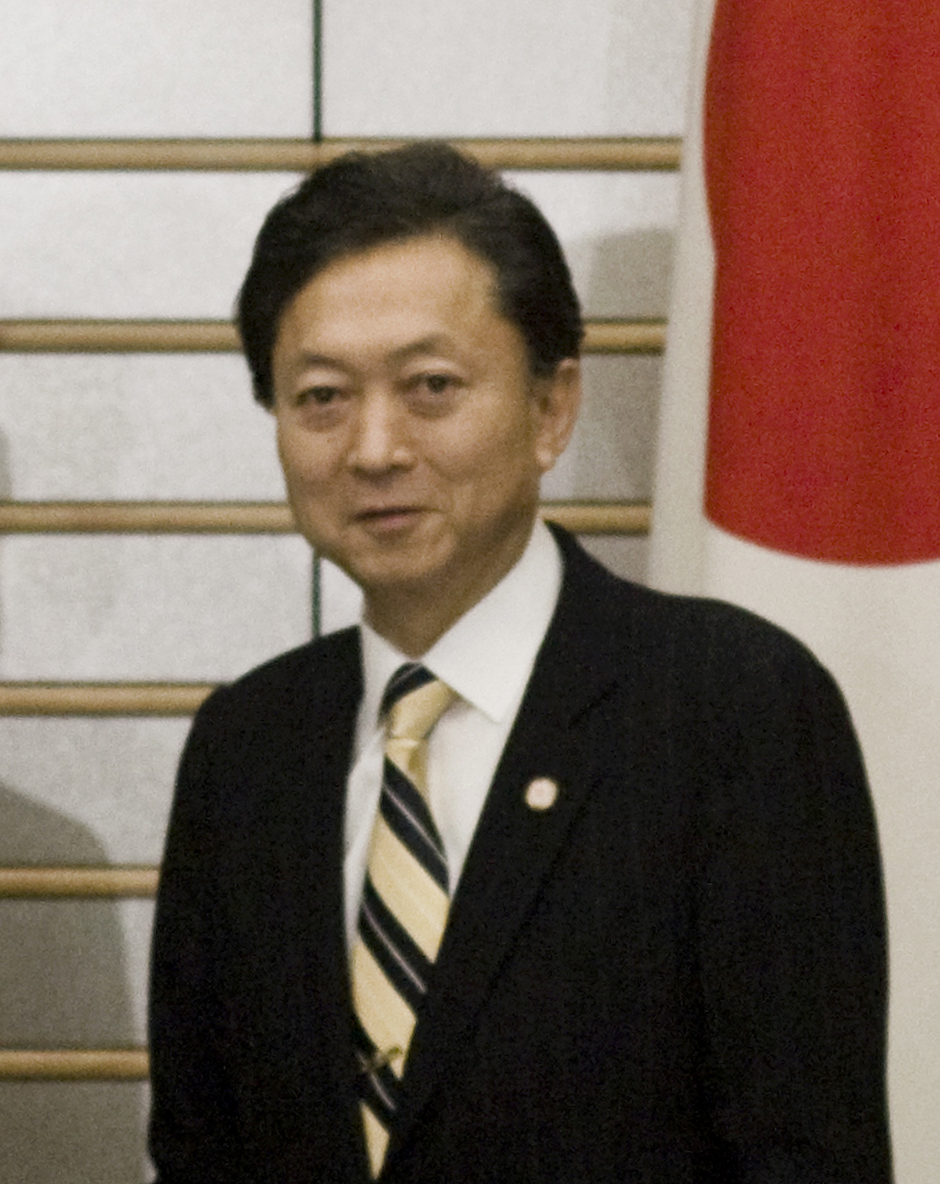
하토야마 유키오 전직 내각총리대신

#### 내각
행정권은 내각 총리대신을 장으로 하는 내각에 속하며, 내각은 행정권의 행사와 아울러 국회에 책임을 진다. 내각은 내각총리대신과 이하 국무대신으로 조직되어 행정권의 행사에 대하여 공동 책임을 진다. 내각은 행정 사무 이외에 법률 집행, 외교 관계의 처리, 조약 체결, 예산 작성, 정령(政令) 지정 등의 업무를 부담하며, 그러한 부담을 나누기 위해 국무대신들을 책임자로 하는 12성(省)을 갖추고 있다.
내각총리대신은 국회가 국회의원 중에서 지명하고, 일본 천황이 임명한다. 현재의 내각총리대신은 기시다 후미오이다. 또 내각의 통일성을 위해 내각총리대신이 국무대신을 임명하고, :65 내각총리대신과 국무대신의 합의체인 내각을 구성한다. 국무대신은 과반수 이상이 국회의원이어야 한다.
내각총리대신은 국무대신을 임의로 파면할 수 있다. 내각은 중의원에 의해 내각불신임 결의안이 가결되었지만, 내각이 중의원을 해산하지 않을 때에는 총사직해야 한다. 또한 내각총리대신이 없을 때나 중의원 의원 총선거 이후 처음으로 국회가 소집되었을 때에도 총사직해야 한다.

#### 행정기관
일본의 행정기관은 일본의 국가 행정 사무를 담당하는 행정기관을 말한다. 주로 내각 하의 행정기관을 말한다. 지방공공단체(지방자치단체)와 대비해 중앙정부, 중앙관청, 중앙성청이나 성청 등으로 불리기도 한다.
일반적으로 국가행정조직법에서 “나라의 행정기관”이라고 규정한 성(省)과 그 외국(外局:위원회나 청) 및 내각부설치법에서 규정하는 내각부와 그 외국(外局)을 가리킨다. 내각부는 내각기능의 강화로 인해 다른 성보다 높은 지위에 있는 행정기관으로 간주된다.
또는 내각총리대신이 장이 되는 내각부와 국무대신이 장이 되는 총무성, 법무성, 외무성, 재무성, 문부과학성, 후생노동성, 농림수산성, 경제산업성, 국토교통성, 환경성, 방위성, 국가공안위원회의 1부 12성청을 지칭하기도 한다.

### 사법
사법권은 최고재판소를 비롯해 법률에 의거하여 설치된 하급 재판소에 속하며, 재판소는 위헌입법심사권(違憲立法審査權)을 갖는다.
최상급 재판소인 최고재판소는 수장인 최고재판소 장관과 그 외의 최고재판소 재판관으로 구성된다. 최고재판소 장관은 내각이 지명하며, 천황이 임명한다. 최고재판소 재판관은 내각이 임명한다. 최고재판소 장관과 그 외의 최고재판소 재판관은 임명된 뒤, 국민심사를 받는다. 그 뒤 10년이 경과할 때마다 재차 국민심사를 받는다. 최고재판소의 재판관은 법률이 정한 연한(70세)에 이르면 퇴임한다.
하급재판소(고등재판소·지방재판소·가정재판소·간이재판소)의 재판관은 최고재판소가 지명한 명부에 따라 내각이 임명한다. 이들 재판소의 재판관의 임기는 10년이며, 재임할 수 있다. 간이재판소의 재판관의 연한은 70세이며, 이 외의 재판소는 65세이다.

## 지방 자치
도도부현을 비롯한 시정촌의 의회의 의원, 도·도·부·현의 지사 및 시·정·촌 장의 은 모두 주민의 선거를 통해 선출된다. 임기는 4년이다.

## 외교

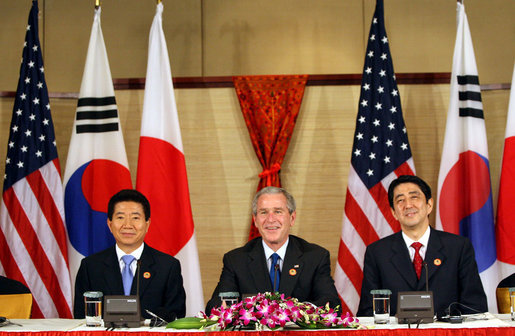
2006년 APEC 정상 회의에서 만난 한미일 삼국 정상 (왼쪽에서부터 노무현 대한민국 전 대통령, 조지 W. 부시 미국 전 대통령, 아베 신조 일본 전 총리)

태평양 전쟁 이후부터 현재까지 일본의 대외 관계는 샌프란시스코 평화조약(1951년) 및 각국과의 배상・보상조약을 거쳐 재구축된 것이다. 외교정책은, 미국과의 동맹을 기축으로 하여 서방 각 국가들과 긴밀한 제휴를 해 가면서, 반공주의, 경제중심주의 외교라는 특징을 가지고 :531 유엔을 지원하는 것으로써, 평화로운 안정과 번영을 이룩하는 것을 목적으로 하고 있다. 패전 이후, 1951년까지 주권을 상실하여 외교 자주권을 갖지 못하여 점령 기간 동안 점령국인 미국의 정책을 구현하는 선에서 대외 정책이 실시되어 왔다.:531 그 후 1951년의 샌프란시스코 강화 회의에서 소비에트 연방 등 공산주의 국가들의 조인 거부가 이루어진 가운데 미일 강화조약과 안보조약이 체결되고, 중화민국과 중일조약이 조인되어 이들과의 관계를 회복함과 동시에 외교권을 회복하게 된다.:531 1955년에는 GATT에 가맹한 것을 시작으로, 민주주의 경제 정책을 취하는 선진 공업 국가들 중에서 점차 중요한 대외 입지를 차지하게 되었다. 1956년에는 소비에트 연방과 국교를 회복함과 동시에 유엔에 가입함으로써 국제 사회에 복귀하게 되고:532 거의 모든 독립국과 국교를 맺고 외교를 행하고 있다. 다음 해에 기시 노부스케 내각은 유엔 중심주의, 자유주의 국가들과의 협조, 아시아의 일원으로서의 입장 견지라는 외교 3원칙을 발표하였다.:532
전통적으로, 일본은 지리적으로 가까운 동아시아 각국과 깊은 관계를 유지해 왔고, 서양을 비롯해 세계 각국과 국교가 활발하게 된 것은 메이지 유신 이후의 것이다. 일본을 바라보는 국제적인 시각은 대체로 우호적이라는 평가가 많다. 일본은 전 세계 국가와 우호 관계를 맺고 있는데, 현재 일본은 맹방인 미국과의 외교를 가장 중요시하고 있다.(일본과 미국 간의 상호 협력 및 안전 보장 조약 참조) 태평양 전쟁 이후 체결된 조약에 따라, 일본에는 미군이 주둔하고 있으며, 2006년까지 미국은 일본의 최대교역국이었다. 다만, 하토야마 내각 이래 미일 관계는 각종 마찰로 인해 약해지고 있다. 이웃한 한국, 중국을 비롯하여 동남 아시아와 오스트레일리아, 서유럽 각국과의 관계도 깊다. 다만, 대한민국, 중화인민공화국, 중화민국, 러시아 등과 영토 문제 및 일본의 역사왜곡문제로 인해 계속 마찰을 빚고 있다. 중화민국과는 조어도 제도, 대한민국과는 독도를 둘러싸고 영토 문제를 안고 있다. 1965년에는 대한민국과 한일 기본조약을 체결하여 국교를 회복하였으며, 경제의 고도 성장을 거치면서 국제적 지위가 점차 높아지는 반면 동남아시아에서는 반일 운동이 일어나는 등 마찰이 발생하기도 하였다.:532
일본은 유엔에 경제적으로 많은 기여를 하고 있으나 그에 비해 지위가 제대로 평가받지 못하고 있다. 일본은 현재 유엔 안전보장이사회에서 비상임이사국의 지위를 차지하고 있으며 브라질, 인도 등과 더불어 상임이사국 진출을 계속 시도하고 있다. 군사적으로는 한국 전쟁 당시 자위대를 후방에 파병한 것이 첫 활동이었으며 이라크 전쟁 등을 계기로 자위대의 해외 활동이 활발히 이루어지고 있다.

## 같이 보기
- 일본의 국제 관계
- 일본국 정부
- 일본의 법
- 일본의 정치극단주의